# Btrfs
Btrfs (B-tree FS, «Better FS» или «Butter FS») — файловая система для Linux, основанная на структурах B-деревьев и работающая по принципу «копирование при записи» (copy-on-write). Опубликована корпорацией Oracle в 2007 году под лицензией GNU General Public License. Среди первоначальных целей разработки было обеспечение конкуренции файловой системе ZFS (использование которой в Linux было затруднено лицензионными ограничениями) и избавление от недостатков, присущих ранним файловым системам для Linux. Основной автор — Крис Мэйсон (англ. Chris Mason) — отмечал также наличие простого интерфейса управления файловой системой в качестве одной из целей создания.
Изначально планировалось выпустить Btrfs v1.0 и зафиксировать формат хранения в конце 2008 года, однако формат был зафиксирован только 12 июня 2010 года.
Btrfs включена в основную ветвь ядра Linux начиная с версии 2.6.29-rc в статусе экспериментальной. Проведённая ресурсом Phoronix оценка производительности показала, что Btrfs с включённым режимом сжатия иногда опережает по производительности Ext4.

## Возможности

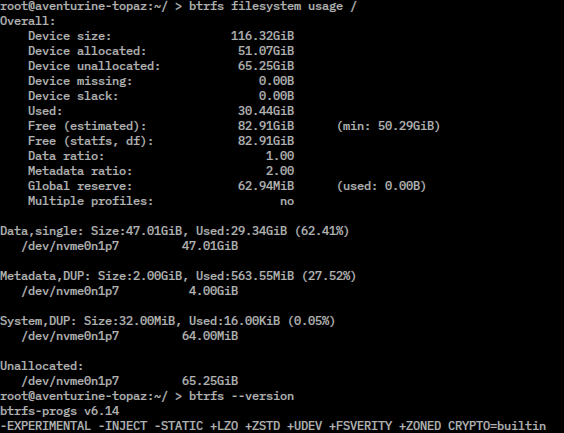
Снимок экрана с информацией об использовании Btrfs

Считается, что Btrfs имеет ряд решений, впервые появившихся в ReiserFS, при этом не поддерживает некоторые базовые функции. Список возможностей системы по состоянию на 2011 год:
- Проверка целостности без размонтирования;
- Доступные для записи снимки (writeable snapshots);
- Динамическое выделение индексных дескрипторов inode (нет ограничения на максимальное количество файлов в файловой системе);
- Добавление и удаление устройств хранения при смонтированной файловой системе (накопители и разделы легко подключаются в Btrfs и заменяются или удаляются при необходимости);
- Поддержка сложных многодисковых конфигураций — уровней 0, 1, 5, 6 и 10 (реализовано, но 5 и 6 пока не считаются стабильными), а также реализация различных политик избыточности на уровне объектов файловой системы — то есть возможно назначить, к примеру, зеркалирование для какого-либо каталога или файла (в планах).
- Сжатие (LZO, zlib, zstd — реализовано, предлагались патчи для LZ4 и Snappy)[11][12];
- Подтома (subvolumes);
- Эффективное клонирование файловой системы и создание инкрементальных архивов;
- Дефрагментация смонтированной файловой системы.
- Журналирование с копированием при записи.
- Лимиты (отдельно для каждого подтома или группы подтомов, по фактически занимаемому месту или по «официальному»)
- Контроль целостности блоков данных и метаданных с помощью контрольных сумм.
- Зеркалирование метаданных даже в конфигурации с одним накопителем (отключается на SSD).
- Полностью распределённое блокирование.
- Поддержка ACL.
- Защита от потери данных.[прояснить]
- Выбор хеш-алгоритма для контроля целостности данных и метаданных (CRC-32). Начиная с версии 5.5 реализованы[13]: xxHash[англ.], SHA256, BLAKE2B.
- Поддержка NFS (пока неполная).
- Флаги совместимости, необходимые для изменения дискового формата в новых версиях Btrfs с сохранением совместимости со старыми.
- Резервные копии суперблока, по крайней мере по одной на устройство.
- Гибридные пулы (в планах) — btrfs старается перемещать наиболее используемые данные на самое быстрое устройство, вытесняя с него «залежавшиеся» блоки, эта политика хорошо согласуется с моделью использования SSD-накопителей совместно с дисковыми.
- Балансировка данных между устройствами в Btrfs возможна сразу после добавления диска к пулу, отдельной командой, а не только постепенно, в процессе использования (как это реализовано в ZFS).
- Диски для горячей замены, поддержка которых появилась и в ZFS (в планах).
- Офлайн-дедупликация (в примонтированном виде, но после окончания записи — ядро 3.12 и новее), в перспективе — дедупликация будет осуществляться во время записи файла.

Несмотря на то, что Btrfs изначально не способна вести себя как распределённая (сетевая) файловая система, компания Oracle принялась за реализацию сетевого протокола файловой системы CRFS, который спроектирован и оптимизирован как раз под Btrfs.
В ранних версиях поддерживалась миграция с файловых систем ext3 и ext4 и обратно (до момента обновления), но начиная с версии ядра 4.0 использование функции не рекомендовано в связи с потенциальной опасностью.
Создание файла подкачки в Btrfs возможно с марта 2019 года (Linux kernel 5.0), файл при этом создается с флагом nocow и должен располагаться на одном накопителе.

## Недостатки
Нельзя использовать снимки LVM и копии тома, сделанные с помощью dd, так как у них будут одинаковые UUID, что может привести к записи не в ту копию и повреждению всех данных; вместо использования LVM и dd в Btrfs необходимо использовать специальные утилиты Btrfs по управлению подтомами и механизм работы со снимками.
В связи с использованием по умолчанию техники копирования при записи, при большом количестве перезаписей случайных фрагментов файлов может возникать значительная фрагментация; решением может стать отключение COW (возможно только для новых и пустых каталогов/файлов).